# Русаково (Омутинський район)
Русако́во (рос. Русаково) — присілок у складі Омутинського району Тюменської області, Росія.
Стара назва — Русакова.
Населення — 45 осіб (2010, 64 у 2002).
Національний склад станом на 2002 рік:
- росіяни — 69 %